# Адриатическа минога
Адриатическите миноги (Lethenteron zanandreai) са вид ранни безчелюстни риби от семейство Миногови (Petromyzontidae).
Таксонът е описан за пръв път от Вадим Владиков през 1955 година.